# Постановление (Европейский союз)
Постановление (также регламент) — один из источников вторичного права Европейского союза (наряду с директивами, решениями, рекомендациями и заключениями). Согласно статье 288 Договорa о функционировании Европейского союза, в отличие от директивы, постановление становится частью законодательства каждой страны ЕС немедленно по вступлении в силу (обычно по истечении 20 дней после опубликования). В отличие от решений, направленных на конкретные государства или лица, постановление универсально. Оспаривание законности постановления, как и директивы, возможно лишь в течение двух месяцев после вступления в силу.
В зависимости от содержания постановления принимаются Советом ЕС или Европейской комиссией.
Постановление — это самый жёсткий инструмент регулирования в Евросоюзе из-за его абстрактного характера и прямого действия.